# Brayden Schenn
Pour les articles homonymes, voir Scheen.
Brayden Micheal Schenn (né le 22 août 1991 à Saskatoon, dans la province de la Saskatchewan au Canada) est un joueur professionnel canadien de hockey sur glace qui évolue à la position de centre pour les Blues de Saint-Louis dans la Ligue nationale de hockey dont il est assistant-capitaine et avec lesquels il gagne la coupe Stanley en 2019.

## Biographie

### Junior
Il fait ses débuts dans la LHOu avec les Wheat Kings de Brandon, le 21 septembre 2007 contre les Blades de Saskatoon. Il marque aussi son premier point en junior, une assistance. Il finit sa première saison dans le circuit junior de l'Ouest avec 71 points, dont 28 buts et 43 passes en 66 matchs.
Après sa deuxième saison avec les Wheat Kings de Brandon de la Ligue de hockey de l'Ouest, il est sélectionné au 5e choix par les Kings de Los Angeles lors du repêchage de la Ligue nationale de hockey de 2009. Il participe avec l'équipe LHOu au Défi ADT Canada-Russie en 2008.

### Professionnel

#### Kings de Los Angeles
Il fait ses débuts dans la LNH avec les Kings de Los Angeles le 26 novembre 2009 lors d'un match perdu 4-1 contre les Canucks de Vancouver.
Le 3 mars 2010, il signe son premier contrat professionnel avec les Kings.
Le 21 octobre 2010, il inscrit sa première aide dans la LNH sur un but de l'attaquant Wayne Simmonds au cours d'une défaite de 4-2 contre les Coyotes de Phoenix.

#### Flyers de Phiadelphie
Le 23 juin 2011, il est échangé aux Flyers de Philadelphie avec Wayne Simmonds et un choix de 2e tour contre Mike Richards et Rob Bordson.
Le 20 octobre 2011, il fait ses débuts avec sa nouvelle équipe au cours d'une défaite 5-2 contre les Capitals de Washington. Le 2 janvier 2012, il marque son premier but dans la LNH contre le gardien de but suédois, Henrik Lundqvist des Rangers de New York lors de la classique hivernale de la LNH 2012 perdue 2-3. Il termine sa première saison avec les Flyers, avec 12 buts et 6 assistances pour 18 points en 54 parties.
Le 11 avril 2012, pendant son premier match en séries éliminatoires, il marque un but et récolte deux assistances pour un total de 3 points.
Le 26 juin 2014, il signe une prolongation de contrat avec les Flyers de deux ans et d'une valeur de 5 000 000 dollars$. Le 25 juillet 2016, il signe un contrat d'une durée de 4 ans avec les Flyers d'une valeur totale de 20 500 000 dollars.
Le 29 février 2016, il marque son premier tour du chapeau dans la LNH au cours d'une victoire 5-3 contre les Flames de Calgary.
Il finit la saison 2016-2017 avec 25 buts et 30 assistances pour 55 points en 79 matchs. Il termine meilleur buteur de la LNH en avantage numérique avec 17 buts marqués.

#### Blues de Saint-Louis
Le 24 juin 2017, il est échangé au Blues de Saint-Louis contre l'attaquant Jori Lehtera, un choix de premier tour en 2017 et un choix conditionnel de 1er tour en 2018. Le 4 octobre 2017, lors de son premier match avec sa nouvelle équipe, il termine avec 1 but et 1 passe sur le but vainqueur en prolongation contre les Penguins de Pittsburgh.

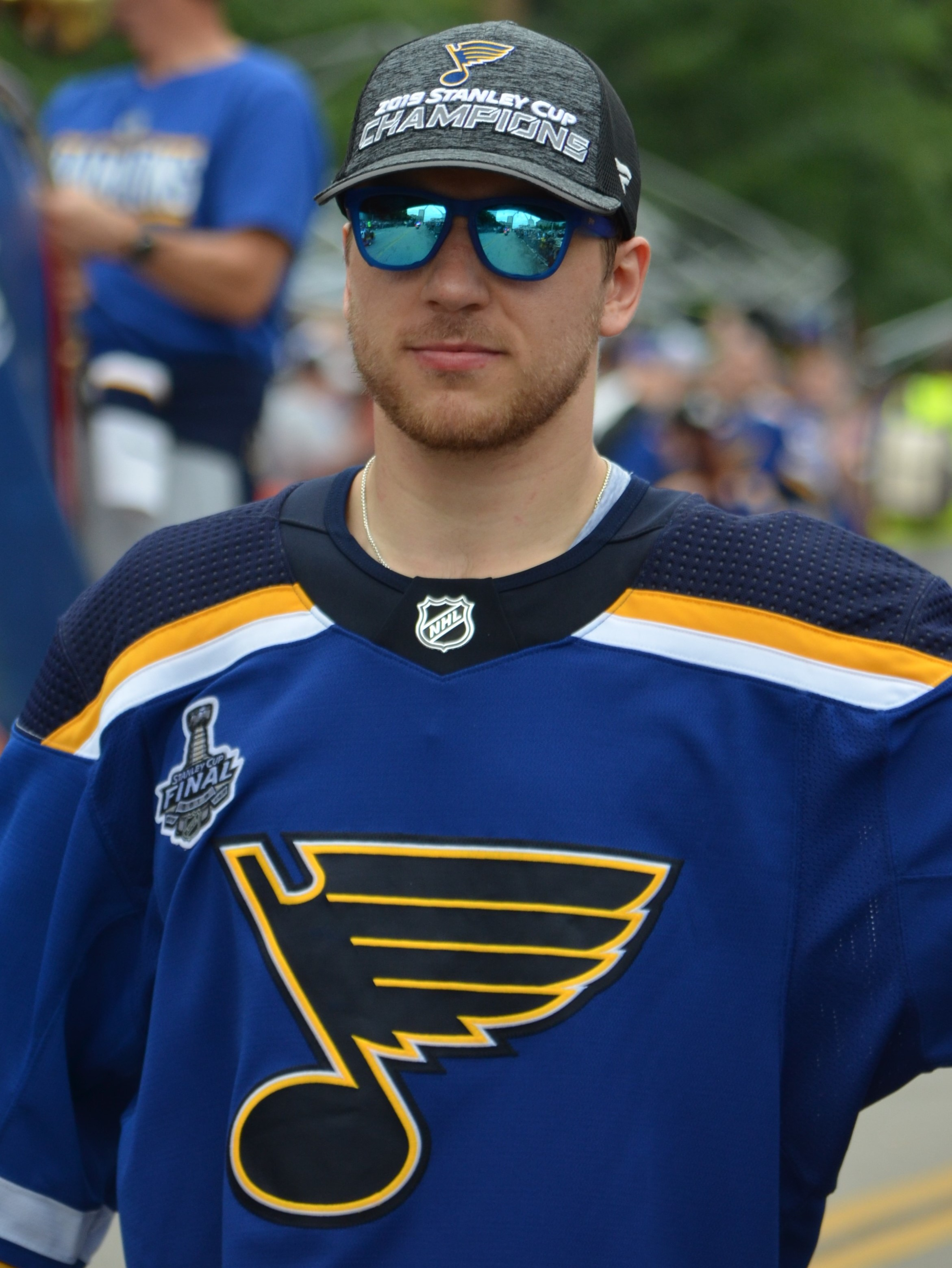
Scheen lors de la parade de la coupe Stanley en 2019.

Le 21 novembre 2017, il récolte sa plus grande récolte de points avec 4 points contre les Oilers d'Edmonton dans une victoire de 8-3. Après la semaine du 3 décembre au 10 décembre 2017, il est nommé première étoile de la semaine pour la première fois. Lors de cette semaine il joue 4 parties et récolte 6 buts et 1 assistances pour 7 points.
Il est invité au 63e Match des étoiles de la Ligue nationale de hockey.
Il finit sa première saison avec la franchise de Saint-Louis avec 70 points en 82 matchs, sa meilleure saison dans la LNH.
En 2019, il gagne la coupe Stanley avec les Blues de Saint-Louis. Lors de ces séries éliminatoires, il inscrit 12 points, dont 5 buts et 7 assistances.
Le 4 octobre 2019, il signe un contrat avec les Blues de 8 ans d'une valeur totale de 52 000 000 dollars.
Au début de la saison 2020-2021, il est nommé assistant-capitaine par les Blues tout comme le russe Vladimir Tarasenko et le défenseur Colton Parayko.

### Niveau international
Il représente le Canada au niveau international.
Il gagne deux médailles d'argent au championnat du monde junior. Il gagne une médaille d'or et d'argent au championnat du monde senior.

## Vie privée
Il est le frère du défenseur Luke Schenn. Ils ont deux sœurs plus jeunes : Madison et Macy. Son père, Jeff, est un lieutenant du Département des pompiers de Saskatoon et lorsque Brayden a gagné la coupe, il l'a amené au centre des pompiers. 

## Statistiques

### En club
| Saison     | Équipe                   | Ligue          |     | Saison régulière | Saison régulière | Saison régulière | Saison régulière | Saison régulière |    | Séries éliminatoires | Séries éliminatoires | Séries éliminatoires | Séries éliminatoires | Séries éliminatoires |
| Saison     | Équipe                   | Ligue          | PJ  | B                | A                | Pts              | Pun              | PJ               | B  | A                    | Pts                  | Pun                  |                      |                      |
| 2007-2008  | Wheat Kings de Brandon   | LHOu           | 66  | 28               | 43               | 71               | 48               | 6                | 2  | 1                    | 3                    | 14                   |                      |                      |
| 2008-2009  | Wheat Kings de Brandon   | LHOu           | 70  | 32               | 56               | 88               | 82               | 12               | 8  | 10                   | 18                   | 12                   |                      |                      |
| 2009-2010  | Wheat Kings de Brandon   | LHOu           | 59  | 34               | 65               | 99               | 55               | 15               | 8  | 11                   | 19                   | 2                    |                      |                      |
| 2009-2010  | Kings de Los Angeles     | LNH            | 1   | 0                | 0                | 0                | 0                | -                | -  | -                    | -                    | -                    |                      |                      |
| 2010       | Wheat Kings de Brandon   | Coupe Memorial | -   | -                | -                | -                | -                | 5                | 1  | 5                    | 6                    | 4                    |                      |                      |
| 2010-2011  | Kings de Los Angeles     | LNH            | 8   | 0                | 2                | 2                | 0                | -                | -  | -                    | -                    | -                    |                      |                      |
| 2010-2011  | Monarchs de Manchester   | LAH            | 7   | 3                | 4                | 7                | 4                | 5                | 1  | 3                    | 4                    | 0                    |                      |                      |
| 2010-2011  | Wheat Kings de Brandon   | LHOu           | 2   | 1                | 3                | 4                | 2                | -                | -  | -                    | -                    | -                    |                      |                      |
| 2010-2011  | Blades de Saskatoon      | LHOu           | 27  | 21               | 32               | 53               | 23               | 10               | 6  | 5                    | 11                   | 14                   |                      |                      |
| 2011-2012  | Phantoms de l'Adirondack | LAH            | 7   | 6                | 6                | 12               | 4                | -                | -  | -                    | -                    | -                    |                      |                      |
| 2011-2012  | Flyers de Philadelphie   | LNH            | 54  | 12               | 6                | 18               | 34               | 11               | 3  | 6                    | 9                    | 8                    |                      |                      |
| 2012-2013  | Phantoms de l'Adirondack | LAH            | 33  | 13               | 20               | 33               | 15               | -                | -  | -                    | -                    | -                    |                      |                      |
| 2012-2013  | Flyers de Philadelphie   | LNH            | 47  | 8                | 18               | 26               | 24               | -                | -  | -                    | -                    | -                    |                      |                      |
| 2013-2014  | Flyers de Philadelphie   | LNH            | 82  | 20               | 21               | 41               | 54               | 7                | 0  | 3                    | 3                    | 8                    |                      |                      |
| 2014-2015  | Flyers de Philadelphie   | LNH            | 82  | 18               | 29               | 47               | 34               | -                | -  | -                    | -                    | -                    |                      |                      |
| 2015-2016  | Flyers de Philadelphie   | LNH            | 80  | 26               | 33               | 59               | 33               | 6                | 0  | 2                    | 2                    | 7                    |                      |                      |
| 2016-2017  | Flyers de Philadelphie   | LNH            | 79  | 25               | 30               | 55               | 38               | -                | -  | -                    | -                    | -                    |                      |                      |
| 2017-2018  | Blues de Saint-Louis     | LNH            | 82  | 28               | 42               | 70               | 56               | -                | -  | -                    | -                    | -                    |                      |                      |
| 2018-2019  | Blues de Saint-Louis     | LNH            | 72  | 17               | 37               | 54               | 40               | 26               | 5  | 7                    | 12                   | 14                   |                      |                      |
| 2019-2020  | Blues de Saint-Louis     | LNH            | 71  | 25               | 33               | 58               | 44               | 9                | 2  | 3                    | 5                    | 6                    |                      |                      |
| 2020-2021  | Blues de Saint-Louis     | LNH            | 56  | 16               | 20               | 36               | 35               | 4                | 1  | 0                    | 1                    | 9                    |                      |                      |
| 2021-2022  | Blues de Saint-Louis     | LNH            | 62  | 24               | 34               | 58               | 33               | 12               | 0  | 8                    | 8                    | 14                   |                      |                      |
| 2022-2023  | Blues de Saint-Louis     | LNH            | 82  | 21               | 44               | 65               | 50               | -                | -  | -                    | -                    | -                    |                      |                      |
| 2023-2024  | Blues de Saint-Louis     | LNH            | 82  | 20               | 26               | 46               | 56               | -                | -  | -                    | -                    | -                    |                      |                      |
| Totaux LNH | Totaux LNH               | Totaux LNH     | 940 | 260              | 375              | 635              | 531              | 75               | 11 | 29                   | 40                   | 66                   |                      |                      |

### En équipe nationale
| Année | Équipe     | Compétition                  |    | PJ | B  | A  | Pts | Pun               |  | Résultat |
| 2008  | Canada U18 | Championnat du monde -18 ans | 7  | 1  | 2  | 3  | 6   | Médaille d'or     |  |          |
| 2010  | Canada U20 | Championnat du monde junior  | 6  | 2  | 6  | 8  | 4   | Médaille d'argent |  |          |
| 2011  | Canada U20 | Championnat du monde junior  | 7  | 8  | 10 | 18 | 0   | Médaille d'argent |  |          |
| 2014  | Canada     | Championnat du monde         | 8  | 3  | 1  | 4  | 0   | Cinquième place   |  |          |
| 2015  | Canada     | Championnat du monde         | 2  | 1  | 0  | 1  | 0   | Médaille d'or     |  |          |
| 2017  | Canada     | Championnat du monde         | 10 | 1  | 0  | 1  | 2   | Médaille d'argent |  |          |
| 2018  | Canada     | Championnat du monde         | 10 | 2  | 3  | 5  | 0   | 4e place          |  |          |

## Trophées et honneurs personnels

### LHOu
- 2007-2018 : Trophée Jim Piggott de la meilleure recrue dans la LHOu

### Championnat du monde junior
- 2011 : 
  - nommé meilleur joueur
  - nommé dans l'équipe type des médias
  - termine meilleur pointeur
  - termine meilleur buteur
  - termine meilleur passeur
  - termine avec le meilleur différentiel +/- (à égalité avec Dmitri Orlov)

### LNH
- 2017-2018 : participe au 63e Match des étoiles de la LNH
- 2018-2019 : champion de la coupe Stanley avec les Blues de Saint-Louis